# 菲蒂斯
菲蒂斯是奥地利下奥地利州塔亚河畔魏德霍芬县的一个市镇。总面积55.51平方公里，总人口2617人，人口密度47.1人/平方公里（2005年）。